# Ignacio Herrera Tejeda
Ignacio Herrera Tejeda (Querétaro, 21 de octubre de 1883 - marzo de 1968) fue un abogado y político mexicano. Fue gobernador de Veracruz en 1936.

## Trayectoria
Hijo del doctor Ponciano Herrera y Fuentes y de María Tejeda Mirón. Realizó sus estudios de primaria y secundaria en su ciudad natal, ingresó a la preparatoria en el Seminario Conciliar de la ciudad de Querétaro de 1911 a 1912.
Se trasladó a la Ciudad de México para ingresar a la Escuela Nacional de Medicina de la Universidad Nacional Autónoma de México de 1912 a 1913. Se unió a la lucha revolucionaria siendo estudiante, peleó bajo las órdenes de Emiliano Zapata hasta 1914 y posteriormente con las fuerzas de Francisco Villa de 1914 a 1915. 
En 1919, se fue a los Estados Unidos para ingresar en la Universidad de California en Berkeley. Entre 1921 y 1922 fue profesor de la Escuela Normal para Mujeres. En 1928, se recibió de abogado por la Escuela de Derecho, en el Colegio Civil de Querétaro, en el cual, al año siguiente fue profesor. En 1930, fue profesor de secundaria en la Ciudad de Guanajuato y profesor de la Escuela Preparatoria de Celaya. De 1946 hasta 1950 fue profesor del Seminario Conciliar de Querétaro.
Fungió como funcionario de la embajada de México en Guatemala de 1922 a 1923; de la Embajada de México en Perú de 1924 a 1926. De 1929 a 1931 fue juez en las ciudades de Querétaro y Guanajuato. En 1935 es electo magistrado del Tribunal Superior de Justicia del Distrito y Territorios Federales, puesto que desempeñó hasta 1940.
El 19 de septiembre de 1936, tras la renuncia de Guillermo Rebolledo, fue nombrado gobernador interino de Veracruz, cargo que ocupa hasta el 30 de noviembre del mismo año cuando fue reemplazado por Miguel Alemán Valdés.